# قلابة كروغر

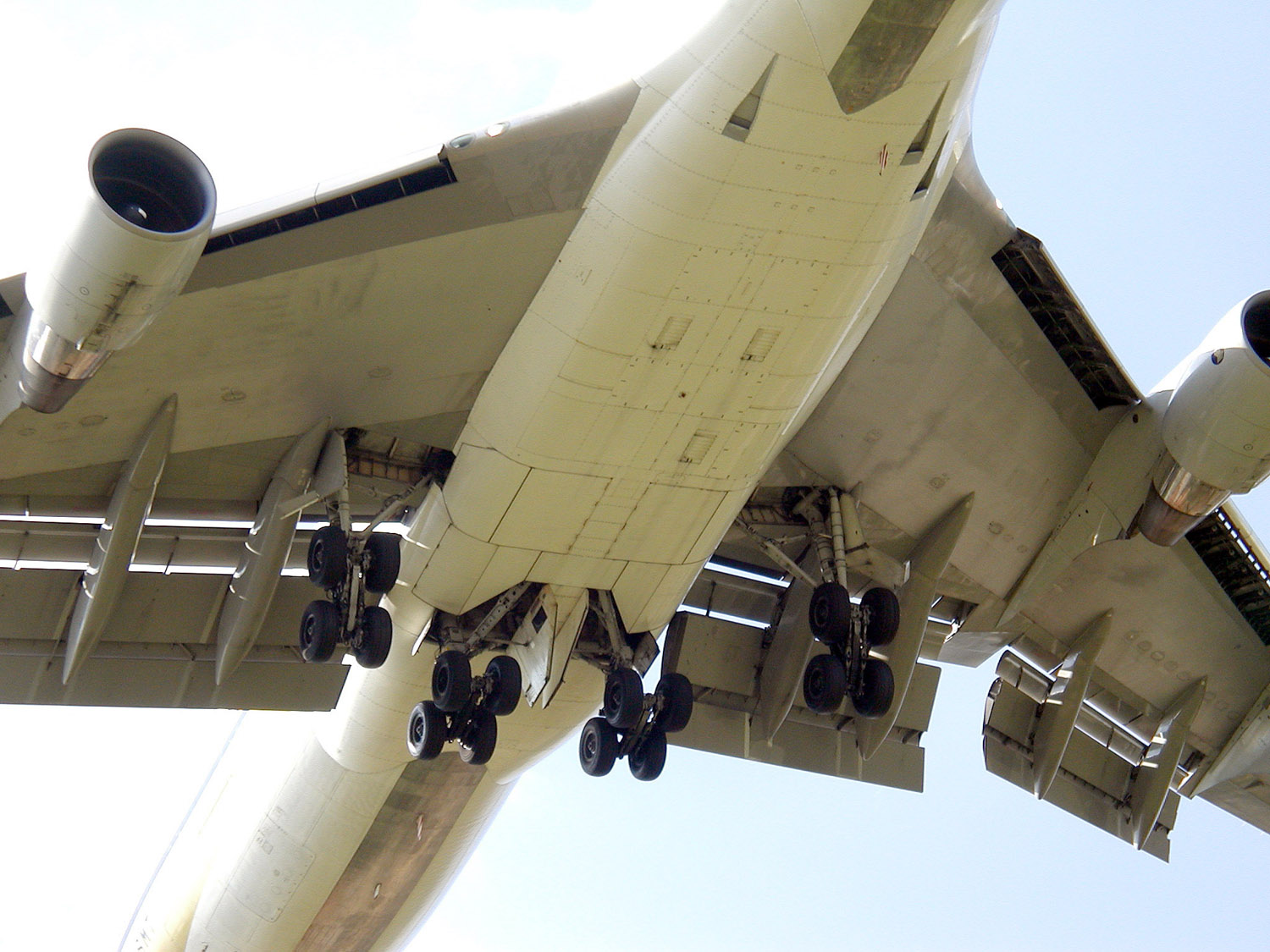
قلابة كروغر منتشرة من الحافة الأمامية لطائرة بوينغ 747 (أعلى اليسار واليمين في الصورة).

قلابة كروغر، (Krueger flaps, أو Krüger flaps)، هي أجهزة لتعزيز وزيادة الرفع يمكن تركيبها على الحافة الأمامية لجناح الطائرة. على عكس الشرائح أو اللوحات المتدلية، لا يتم تغيير السطح العلوي للجناح الرئيسي وأنفه. بدلاً من ذلك، يتم تدوير جزء من الجناح السفلي أمام الحافة الأمامية للجناح الرئيسي. تستخدم العديد من الطائرات الحديثة هذا التصميم بين جسم الطائرة وأقرب محرك، حيث يكون الجناح أكثر سمكًا. خارج المحرك، يتم استخدام الشرائح على الحافة الأمامية. استخدمت طائرة بوينغ 727 أيضًا مزيجًا من ألواح كروغر الداخلية والشرائح الخارجية، على الرغم من عدم وجود محرك بينهما. استخدمت معظم الطائرات النفاثة المبكرة، مثل بوينغ 707 وبوينغ 747، قلابة كروغر فقط.

## التشغيل
في حين أن التأثير الديناميكي الهوائي لقلابة كروغر قد يكون مشابهًا لتأثير السدفات (slats) أو الفتحات (slots) (في تلك الحالات التي توجد فيها فجوة أو فتحة بين الحافة الخلفية للقلابة والحافة الأمامية للجناح)، يتم نشرها بشكل مختلف. قلابة كروغر، المعلقة في موضعها الأول والتي بمجرد نشرها تصبح في الواقع حوافها الخلفية، والمفصلة للأمام من السطح السفلي للجناح، مما يزيد من حدبة الجناح وأقصى معامل للرفع. إنها تنتج لحظة رفع الأنف. على العكس من ذلك، تمتد الشرائح للأمام من السطح العلوي للحافة الأمامية. أيضًا، عند نشرها، تؤدي قلابة كروغر إلى حافة متقدمة أكثر وضوحًا على الجناح، مما يساعد على تحقيق تحكم أفضل عند السرعة المنخفضة. وهذا يسمح بالحواف الأمامية للجناح ذات نصف قطر أصغر، وهي محسّنة بشكل أفضل لرحلات العبور. تعمل قلابة كروغر الأمامية على تعزيز إنتاج الرفع منخفض السرعة للجناح خاصة على الطائرات ذات الأجنحة المنكسرة.
صُممت قلابة كروغر المطورة للطائرة بوينغ 747 من هيكل قرص العسل المصنوعة من الألياف الزجاجية وتم تصميمها لتشويه عمدًا في قسم المُنسابال هوائي عند النشر.

## تاريخ
اخترع فيرنر كروغر القلابة التي عرفت باسمه في عام 1943 وتم تقييمها في أنفاق الرياح في غوتنغن، ألمانيا. كانت طائرة بوينغ 707 من أوائل التطبيقات المدنية، في حين ادعت شركة (FFA) السويسرية بأن أول استخدام للقلابة كان في مقاتلة (FFA P-16) التي حلقت في عام 1955. تمت إضافة القلابة لمنع مماطلة الجناح مع الإقلاع الشديد مع سحب الذيل على المدرج، وهو السيناريو الذي تسبب في حادثين من دي هافيلاند كوميت. تم إجراء اختبار طيران أولي على طائرة بوينغ 367-80 (المعروفة ببساطة باسم داش 80) باستخدام قلابة ثابتة ومنزلق على الجسم الخلفي. بعد رحلة اختبار بوينغ على النموذج الأولي بوينغ-707 في 15 يوليو 1954، تم استخدام قلابة كروغر لأول مرة في إنتاج طائرة بوينغ 727 التي قامت برحلتها الأولى في 9 فبراير 1963.

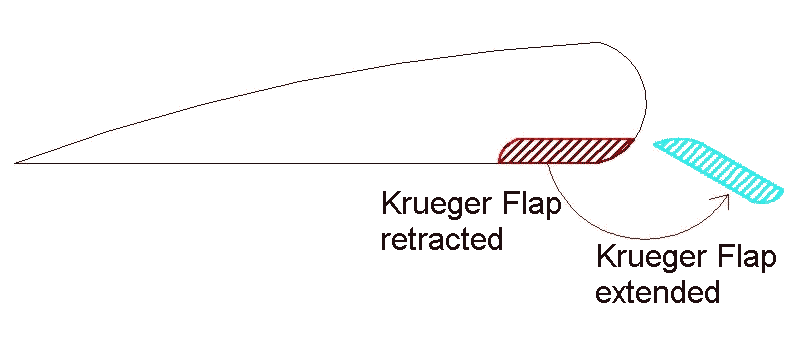
عملية رفرف كروجر
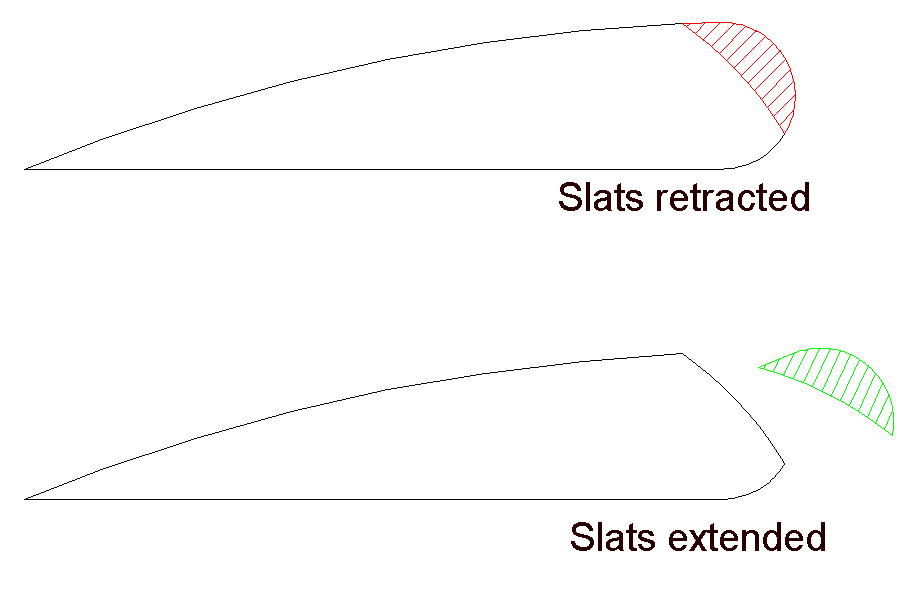
عملية Slat

بدأت بوينغ سلسلة من الرحلات التجريبية في 17 مارس 2015 بطائرة بوينغ 757 المعدلة، والتي تضم أقسامًا جديدة للحافة الأمامية في الجناح الجديد وذيلًا عموديًا منفوخًا بشكل نشط. تم تعديل الجناح الأيسر ليشمل قسمًا من القفازات يبلغ طوله 6.7 مترًا يدعم قلابة كروغر ذي الحدبة المتغيرة والذي سيتم نشره أثناء الهبوط والذي يبرز قبل الحافة الأمامية مباشرة. على الرغم من تجربة قلابة كروغر من قبل كشاشات لتخفيف الحشرات، إلا أن التصميمات السابقة تسببت في سحب إضافي. التصميم الأحدث الذي يتم اختباره هو محدب متغير ومصمم للانسحاب بسلاسة قدر الإمكان إلى سطح الجناح السفلي. زيادة استخدام التدفق الرقائقي الطبيعي (NLF) على جناح الطائرة لديه القدرة على تقليل احتراق الوقود بنسبة تصل إلى 15٪، ولكن حتى الملوثات الصغيرة من بقايا الحشرات ستؤدي إلى انتقال التدفق من الصفحي إلى الاضطراب، مما يؤدي إلى تدمير ميزة الأداء. تم دعم الرحلات التجريبية من قبل مجموعة الخطوط الجوية الأوروبية توي إيه جي وأجريت بالاشتراك مع وكالة ناسا كجزء من برنامج الوكالة للطيران المسؤول بيئيًا (ERA).